# Langeloher Bach
Der Langeloher Bach ist ein 2,0 km langer Bach in der Gemeinde Tostedt im Landkreis Harburg in Niedersachsen, der von links und Süden in die Este mündet.

## Verlauf
Der Langeloher Bach, gespeist aus Fischteichen, in einem Waldgebiet südöstlich von Todtglüsingen verläuft als Waldgraben nordöstlich in Richtung Langeloh. Nordwestlich von Langeloh unterquert er die Dorfstraße und fließt ab da als Wiesengraben erkennbar begradigt nach einigen hundert Metern von links und Süden in die Este. Der Langeloher Bach führt nur nach Regenfällen oder beim Ablassen der Fischteiche Wasser. An den meisten Tagen ist das Bachbett nur leicht feucht aber deutlich als Bachbett erkennbar.

## Befahrungsregeln
Wegen intensiver Nutzung der Este durch Freizeitsport und Kanuverleiher erließ der Landkreis Harburg 2002 eine Verordnung unter anderem für die Este, ihre Nebengewässer und der zugehörigen Uferbereiche, die den Lebensraum von Pflanzen und Tieren schützen soll. Seitdem ist das Befahren und Betreten des Langeloher Bachs ganzjährig verboten.